# آبشار آگایا گانگای
آبشار آگایا گانگای (به انگلیسی: Agaya Gangai) آبشاری است که در هند واقع شده و ارتفاع کلی ریزشگاه آن ۹۳ متر است.